# کتان (سرده)
کتان (نام علمی: Linum)، سرده‌ای متشکل از تقریباً ۲۰۰ گونه گیاهان گلدار از خانواده کتانیان است. آن‌ها بومی مناطق معتدل و مناطق نیمه‌گرمسیری جهان هستند. این گونه شامل کتان معمولی، الیاف کتان مورد استفاده در تولید پارچه کتانی و دانه‌های مورد استفاده در تولید روغن بذرک می‌شود.
گل بسیاری از گونه‌ها آبی یا زرد و به ندرت قرمز، سفید یا صورتی هستند؛ و در بعضی گونه‌ها هم چندرنگ هستند.
در هر غوزه کتان ۶ تا ۱۰ دانه وجود دارد. لارو انواعی از پروانه‌سانان مثل بید، بیدکلم و … منحصراً از کتان آبی به عنوان غذا استفاده می‌کنند.

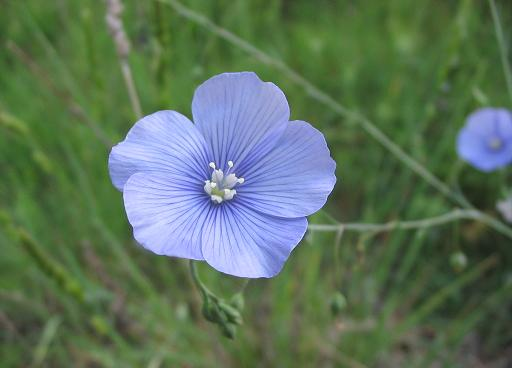
کتان آبی

## کاشت
بعضی از انواع بذرک‌ها از جمله کتان آبی، کتان لوئیسی، کتان قرمز و کتان طلائی به عنوان گیاه‌زینتی باغ کاشته می‌شوند.

## گونه‌ها
- کتان Linum usitatissimum
- کتان آبی Linum narbonense
- کتان استرالیایی Linum marginale
- کتان پری Linum catharticum
- کتان جزایر گالاپاگوس Linum cratericola
- کتان صورتی کرکین Linum pubescens
- کتان طلائی Linum flavum
- کتان علف‌زار Linum pratense
- کتان قرمز Linum grandiflorum
- کتان کمرنگ Linum bienne
- کتان لوئیسی Linum lewisii